# Projekt 633
Projekt 633 (NATO-Codename Romeo-Klasse) ist die Bezeichnung einer Klasse von dieselelektrischen U-Booten, die zunächst von der sowjetischen Marine geplant und ab 1959 gebaut, aber nach nur 20 Booten eingestellt wurde. Der Weiterbau dieser Klasse wurde später von der Volksrepublik China übernommen, die mit Booten des Projekts 633 den Grundstock ihrer U-Boot-Flotte formte.

## Geschichte
Im Sommer 1955 wurde in der sowjetischen Marine der Beschluss gefasst, eine neue Klasse konventioneller U-Boote zu bauen. Der Auftrag zur Planung des Projekts 633 ging an das Planungsbüro 112 und dessen Chefentwickler S.A. Deribin.
Projekt 633 basierte grundsätzlich auf den vorangegangenen Projekten 611 und 613, deren Konstruktionen wiederum an die deutsche U-Boot-Klasse XXI aus dem Zweiten Weltkrieg angelehnt waren.
Das neue Boot wurde bewusst ohne besondere Neuerungen oder komplexe Systeme konzipiert und sollte ein preiswerter Standard-U-Boot-Typ werden. Die Abmessungen wurden so weit reduziert, dass die Boote auch über Flüsse und Seen verlegt werden konnten. Das bedeutete, dass die Boote des Projekts 633 auch auf Binnenwerften hergestellt werden konnten.
Der Bau der Boote begann im Jahr 1957 mit S-350 und endete in der Sowjetunion bereits 1961 mit S-57, nachdem nur 20 U-Boote gebaut worden waren und man das Projekt aufgab.
Boote aus dem sowjetischen und später aus dem chinesischen Bestand wurden auch an befreundete Staaten geliefert, darunter Algerien und Nordkorea, wo sie teilweise heute noch im Dienst stehen.

## Technik

### Rumpf und Brückenturm
Der Rumpf der Boote setzte sich aus einer 77,8 Meter langen Außenhülle zusammen, in der sich der rund 60 Meter lange Druckkörper befand. Der Druckkörper hatte an der breitesten Stelle, auf Höhe der Zentrale, einen Durchmesser von 5,3 Metern. Die Konstruktion des Rumpfes war nach russischen Angaben so stabil, dass sie der Druckwelle einer unter Wasser explodierenden mittelgroßen Atombombe in Entfernungen von mindestens 1.600 Metern standhalten sollte.
Die Boote waren in sieben Abteilungen unterteilt:
Abteilung 1 enthielt die sechs Bugtorpedorohre, das zugehörige Waffenlager, 13 Kojen und die Rudermaschine für die vorderen Tiefenruder.
In Abteilung 2 waren Batterien, die Kabine des Kommandanten, die Kabinen der Offiziere, ein Waschraum, die Funkstation und ein Frischwassertank verbaut.
Abteilung 3 enthielt die Zentrale mit den Steuerinstrumenten, die Sonarstation, eine Toilette, die Pumpensysteme und die Leiter zum Brückenturm.
In Abteilung 4 waren 20 Kojen, der achtere Batteriesatz, ein weiterer Waschraum und verschiedene Tanks untergebracht.
Abteilung 5 beinhaltete den Hauptmaschinenraum mit den beiden Dieselmaschinen sowie die Motoren und Kontrollen für die Umweltsysteme und den Schnorchel.
Abteilung 6 beherbergte den E-Maschinenraum mit den Elektromotoren und zwei Kabinen mit je drei Kojen.
In Abteilung 7 waren die beiden Hecktorpedorohre, die Reservetorpedos, die hintere Ausstiegsluke, vier Kojen, eine weitere Toilette und die Rudermaschinen untergebracht.
Der Brückenturm erhob sich bis knapp 5 Meter über das Deck, er war nicht wasserdicht und wurde während des Tauchbetriebes geflutet. Ausnahme hiervon war nur der Raum im vorderen unteren Drittel des Turms, der die Verbindung zwischen der Zugangstür an Deck, der Zentrale des Bootes im Inneren und der Schlechtwetterbrücke im Turm bildete.
Die Schlechtwetterbrücke, ein hervorstechendes Erkennungsmerkmal vieler sowjetischer U-Boottypen, befand sich an der Vorderseite des Turms. Der Raum enthielt einen Kompass und sechs Fenster zur Beobachtung der Umgebung. Auf der Oberseite des Turms befand sich ein zusätzlicher kleiner Aufbau, in dem die beiden Periskope und ein Radarsensor untergebracht waren.

### Antrieb
Hauptantrieb waren zwei Schiffsdieselmotoren vom Typ 37D, die je 2.000 PS (1.471 kW) leisteten. Diese Motoren lieferten Antriebsenergie, indem sie Treiböl und Sauerstoff aus der Umgebungsluft verbrannten. Dieses System funktionierte nur, wenn genug Außenluft zugeführt werden konnte, also an der Oberfläche oder bei Tauchfahrt in geringer Wassertiefe bei der Luft durch einen Schnorchel zugeführt werden konnte. An der Oberfläche konnten so 15,2 kn erreicht werden. Bei Tauchfahrten erhöhte sich der Wasserwiderstand und die Geschwindigkeit fiel mit den beiden PG-101-Elektromotoren von je 1.350 PS auf 13 Knoten.

### Reichweite
Bei 9 Knoten Marschgeschwindigkeit konnten die Boote des Projekts 633 14.600 Seemeilen mit ihren Dieselmotoren zurücklegen, bevor der mitgeführte Treibstoff verbraucht war. Getaucht reichte die Batteriekapazität bei 13 Knoten für 14 Seemeilen.

### Bewaffnung
Projekt 633 war mit einer konventionellen Bewaffnung ausgestattet, die mit sechs Bug- und zwei Hecktorpedorohren noch stark an den Standards des Zweiten Weltkrieges orientiert war. Diese 533-mm-Torpedorohre waren geeignet, die sowjetischen Standardtorpedotypen der Zeit abzusetzen, die allesamt auf Projekt 633 erprobt wurden.
- Die Torpedos ET-46 und ET-56 waren Kopien des deutschen G-7e-Torpedos, die in den 1950er-Jahren in der Sowjetunion entwickelt worden waren.[5]
- Der 53-39MP-Torpedo war eine weiterentwickelte Version des ungelenkten 53-39, der im Zweiten Weltkrieg die Standardwaffe der sowjetischen U-Boote war. Diese Weiterentwicklung war ein so genannter Flächen-Absuch-Torpedo.[6]
- Der 53-57-Torpedo (NATO: 53-56) war ein ungelenkter Torpedo zum Einsatz gegen Überwasserschiffe. Er war mit bis zu 51 Knoten Spitzengeschwindigkeit sehr schnell und konnte neben einem konventionellen Sprengkopf, auch einen nuklearen Gefechtskopf tragen.[5] Die Version 53-61 dieser Waffe wurde laut Apalkow ebenfalls auf Projekt 633 eingesetzt[7] und konnte bereits mit eingebauten Sensoren Ziele selbstständig verfolgen.[5][A 1]

Alternativ konnten bis zu zwölf Seeminen der Typen PMR-1 und PMR-2 mitgeführt werden.

### Sensoren

Zeichnung der Steuerbordseite eines Projekt-633-Bootes. Die hellgrau dargestellten Teile am Bug markieren die äußeren Verkleidungen der Sonarsensoren.

Die Hauptsensorenphalanx von Projekt 633 war das Arktika-M-Sonarsystem (NATO-Codename: „Pike Jaw“) zur Zielverfolgung, ergänzt durch das MG-15-Passivsonarsystem. Ziele unter und über Wasser konnten so durch aktive oder passive Ortung aufgespürt und verfolgt werden. Die Sender und Empfänger des Systems waren an der Ober- und Unterseite des Bugs montiert.
Projekt 633 besaß einen ausfahrbaren Radarsensor, der im X-Band mit 80 kW (NATO-Codename: „Snoop Plate“) arbeitete und zur Suche nach Oberflächenkontakten benutzt wurde. Die Reichweite für die Erfassung von Zielen lag bei rund 10 Seemeilen. Der Sensor konnte nur an der Oberfläche benutzt werden.
Ein weiterer ausfahrbarer Sensor, der ebenfalls nur an der Oberfläche eingesetzt werden konnte, war zur Entdeckung fremder Radaremissionen vorgesehen und trug den Decknamen Nakat (NATO-Codename: „Stop Light B“). Er suchte in den Frequenzbereichen zwischen 1 und 10 GHz nach Emissionen und gab die grobe Richtung an, aus der sie kamen.

## Varianten

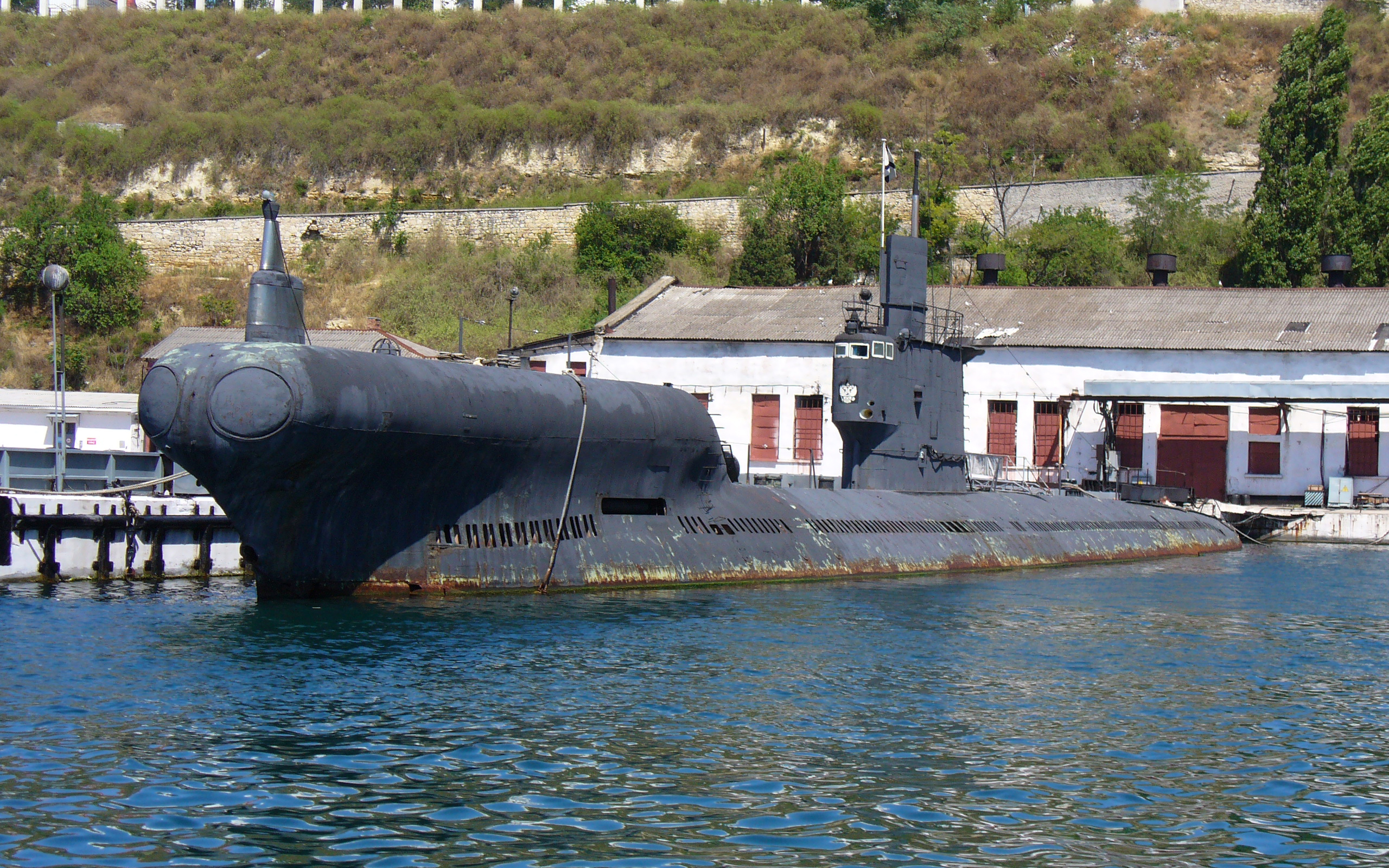
Ein Projekt-633RW-Boot mit dem auffälligen Anbau am Bug, in dem die beiden zusätzlichen 650-mm-Torpedorohre untergebracht sind.

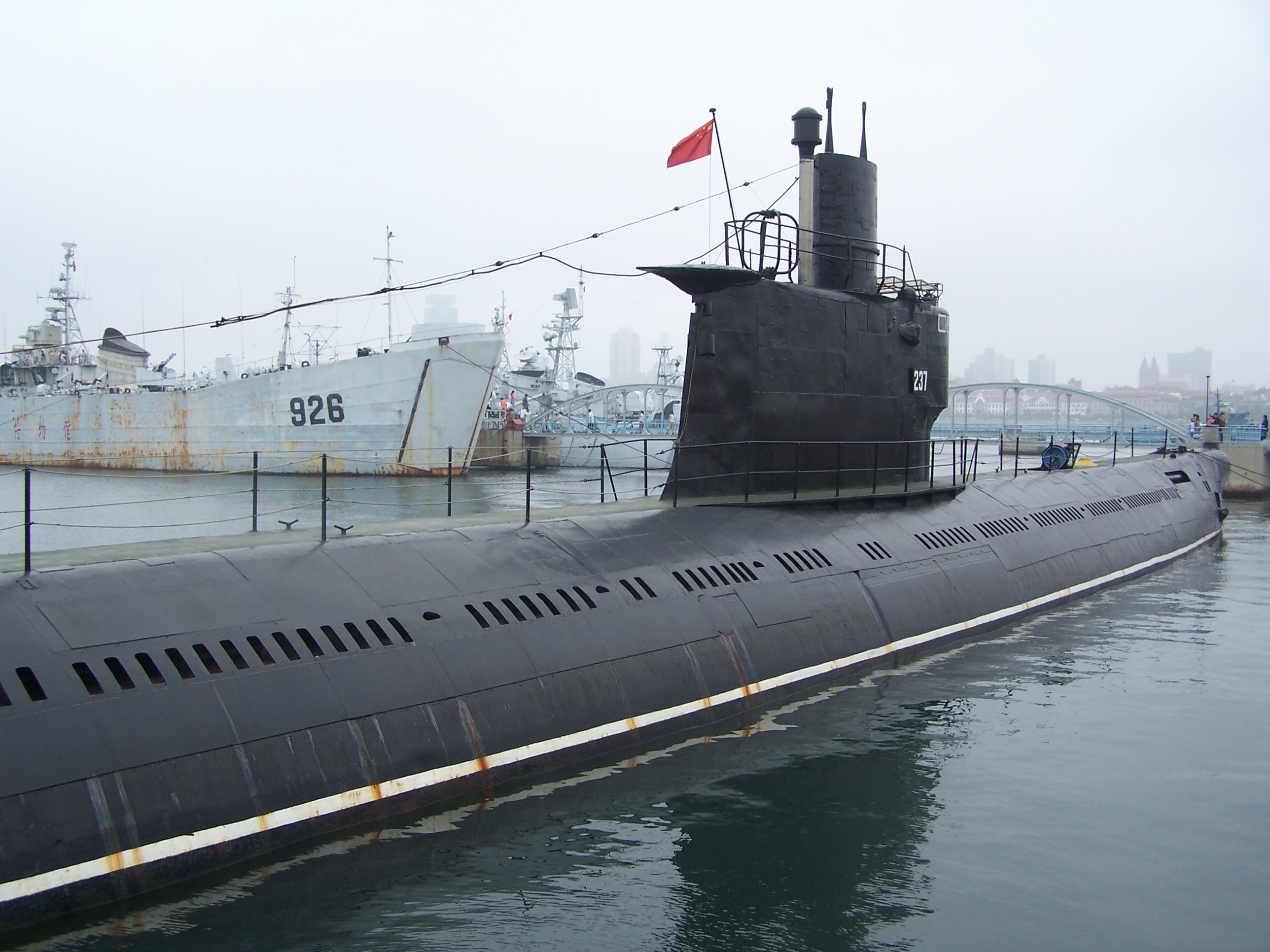
Ein chinesisches Typ-033-Boot als Museumsschiff in Qingdao. Die nach achtern überhängende Abdeckung des Schnorchelkopfes ist deutlich an der hinteren oberen Kante des Turms unterhalb der Flagge zu erkennen.

### Projekt 633RW
Projekt 633RW (russisch: проект 633РВ) war ein Umbau, bei dem auf zwei Projekt-633-Booten (S-11 und S-49) zu Testzwecken zwei 650-mm-Torpedorohre montiert wurden. Die Länge der dazugehörigen Waffen von bis zu elf Metern machte einen Einbau der Rohre im Inneren des Druckkörpers unmöglich, so dass man sie auf dem Deck am Vorschiff aufstellte und die Konstruktion mit einem Aufbau umschloss. Weder konnten Reservetorpedos mitgeführt werden, noch konnten die Rohre mit bordeigenen Mitteln nachgeladen werden, so dass jedem Boot im Einsatz nur zwei 650-mm-Waffen zur Verfügung standen und zum Nachladen eine entsprechende Einrichtung angelaufen werden musste.
Der Aufbau um die beiden Rohre war wasserdicht und in ihm herrschten die gleichen Druckverhältnisse wie im Druckkörper des U-Bootes, so dass besonders die anfälligen Steuergeräte für Raketen störungsfrei arbeiten konnten. Aus den 650-mm-Rohren konnte der Marschflugkörper RPK 7 gestartet werden, oder alternativ die schweren Standardtorpedos 65-76 und 65-73 zum Einsatz kommen.
Die Wasserverdrängung erhöhte sich durch den Anbau auf 1.350 Tonnen bei Überwasserfahrt und 1.810 Tonnen bei Tauchfahrt. Die Arbeiten wurden offenbar im Zuge des Baus von Projekt 671RT vorgenommen und fanden dementsprechend bei dem Boot S-11 zwischen 1971 und 1972 statt.

### Projekt 633KS
Projekt 633KS (russisch: проект 633КС) war ein Umbau, der 1978 an S-128 vorgenommen wurde, um Tests mit neuen Raketensystemen durchführen zu können.

### Projekt 633L
Projekt 633L (russisch: проект 633Л) war ein Umbau, der 1967 in Gorki an S-350 vorgenommen wurde, um Rumpfformen zu erproben.

### Typ 031
Typ 031 (chinesisch: 031型潜艇) war eine exakte Kopie von Projekt 633, wie sie in der Volksrepublik China produziert wurde. Es wurden zwölf Boote des Typs gebaut, die zum überwiegenden Teil aus Bauteilen sowjetischer Produktion zusammengesetzt wurden.

### Typ 033
Typ 033 (chinesisch: 033型潜艇) war die Bezeichnung der Marine der Volksrepublik China für ihre leicht abgewandelten Lizenzbauten von Projekt 633. Sämtliche für den Bau eines Projekt-633-Bootes notwendigen Informationen waren in den 1960er-Jahren von der Sowjetunion an China übergeben worden und die chinesische Marine hatte ihrerseits einige Änderungen an den Plänen vorgenommen. Zwischen 1962 und 1984 wurden etwa 84 Typ-033-Boote auf chinesischen Werften gebaut. Die elektronische Ausstattung wurde modifiziert, ein Sonarsystem aus chinesischer Produktion benutzt und die Geräuschdämmung gegenüber dem ursprünglichen Projekt deutlich verbessert.

### Typ 035
Typ 035 (chinesisch: 035型潜艇) war die Bezeichnung für eine komplett überarbeitete Version des Projekts 633 mit verbesserter Maschinenanlage, optimierter Rumpfform und elektronischer Ausrüstung, von der 23 Boote gebaut wurden.

## Einheiten (Auswahl)

### S-350
S-350 wurde am 22. Oktober 1955 in Gorki auf Kiel gelegt und am 31. August 1959 in Dienst gestellt. Es wurde der Nordflotte zugewiesen und nahm an mehreren Übungen teil. Am 11. Januar 1962 war S-350 in Poljarny neben dem Projekt 641 Boot B-37 festgemacht. Ein Feuer löste eine Explosion im Waffenlager der B-37 aus, Druckwelle und Splitter zerstörten die äußere Hülle von S-350 und der Druckkörper wurde zwischen den Abteilungen 1 und 2 aufgerissen. Das eindringende Wasser überflutete beide Abteilungen, während einer der Offiziere das Öffnen der Luke zwischen Abteilung 2 und 3 verbot, um das Sinken von S-350 zu verhindern. Elf Besetzungsmitglieder kamen ums Leben. Das Boot musste repariert werden und kehrte erst 1966 in den aktiven Dienst zurück. 1982 wurde es schließlich außer Dienst gestellt und unter dem Namen CTS-350 als Ausbildungsschiff der Schwarzmeerflotte verwendet. Nach der Aufteilung der Schwarzmeerflotte zwischen der Ukraine und Russland wurde das Boot in den 1990er-Jahren verschrottet.